# أنقولية ترانسيلفانية
أنقولية ترانسيلفانية (الاسم العلمي: Aquilegia transsilvanica) هي نوع من النباتات تتبع جنس الأنقولية من الفصيلة الحوذانية.